# Cantone di Ailly-sur-Noye
Il Cantone di Ailly-sur-Noye è una divisione amministrativa degli arrondissement di Amiens e di Montdidier.
A seguito della riforma complessiva dei cantoni del 2014 è passato da 22 a 54 comuni.

## Composizione
Prima della riforma del 2014 comprendeva i comuni di:
- Ailly-sur-Noye
- Aubvillers
- Chaussoy-Epagny
- Chirmont
- Coullemelle
- Esclainvillers
- La Faloise
- Flers-sur-Noye
- Folleville
- Fransures
- Grivesnes
- Hallivillers
- Jumel
- Lawarde-Mauger-l'Hortoy
- Louvrechy
- Mailly-Raineval
- Quiry-le-Sec
- Rogy
- Rouvrel
- Sauvillers-Mongival
- Sourdon
- Thory

Dal 2015 comprende i comuni di:
- Ailly-sur-Noye
- Aubvillers
- Bacouel-sur-Selle
- Belleuse
- Bosquel
- Brassy
- Chaussoy-Epagny
- Chirmont
- Contre
- Conty
- Cottenchy
- Coullemelle
- Courcelles-sous-Thoix
- Dommartin
- Esclainvillers
- Essertaux
- Estrées-sur-Noye
- La Faloise
- Flers-sur-Noye
- Fleury
- Folleville
- Fossemanant
- Fouencamps
- Fransures
- Frémontiers
- Grattepanche
- Grivesnes
- Guyencourt-sur-Noye
- Hallivillers
- Jumel
- Lawarde-Mauger-l'Hortoy
- Lœuilly
- Louvrechy
- Mailly-Raineval
- Monsures
- Namps-Maisnil
- Nampty
- Neuville-lès-Lœuilly
- Oresmaux
- Plachy-Buyon
- Prouzel
- Quiry-le-Sec
- Remiencourt
- Rogy
- Rouvrel
- Saint-Sauflieu
- Sauvillers-Mongival
- Sentelie
- Sourdon
- Thézy-Glimont
- Thoix
- Thory
- Tilloy-lès-Conty
- Velennes